# Lieja-Bastogne-Lieja 2014
La Lieja-Bastogne-Lieja 2014 va ser l'edició número 100 de la clàssica ciclista Lieja-Bastogne-Lieja. Es disputà el diumenge 27 d'abril de 2014 sobre un recorregut de 263,0 km i fou la tretzena prova de l'UCI World Tour 2014. Aquesta fou la darrera de les tres curses de les Ardenes, després de l'Amstel Gold Race i la Fletxa Valona.
El vencedor final fou l'australià Simon Gerrans (Orica-GreenEDGE), que s'imposà en un llarg esprint a l'espanyol Alejandro Valverde (Movistar Team) i al polonès Michał Kwiatkowski (Omega Pharma-Quick Step), segon i tercer respectivament.

## Equips participants
El 28 de febrer de 2014 l'organitzador va fer públic els set equips convidats, que s'afegien als divuit World Tour que tenen la presència assegurada.
| Núm.    | Codi | Equip                   |
| ------- | ---- | ----------------------- |
| 1-8     | GRS  | Garmin-Sharp            |
| 11-18   | KAT  | Team Katusha            |
| 21-28   | MOV  | Movistar Team           |
| 31-38   | ALM  | AG2R La Mondiale        |
| 41-48   | LAM  | Lampre-Merida           |
| 51-58   | AST  | Astana Qazaqstan Team   |
| 61-68   | BMC  | BMC Racing Team         |
| 71-78   | OGE  | Orica-GreenEDGE         |
| 81-88   | FDJ  | FDJ                     |
| 91-98   | BEL  | Belkin Pro Cycling Team |
| 101-108 | SKY  | Team Sky                |
| 111-118 | TCS  | Team Tinkoff-Saxo       |
| 121-128 | LTB  | Lotto-Belisol           |

| Núm.    | Codi | Equip                       |
| ------- | ---- | --------------------------- |
| 131-138 | GIA  | Giant-Shimano               |
| 141-148 | IAM  | IAM Cycling                 |
| 151-158 | CAN  | Cannondale                  |
| 161-168 | OPQ  | Omega Pharma-Quick Step     |
| 171-178 | TFR  | Trek Factory Racing         |
| 181-188 | TSV  | Topsport Vlaanderen-Baloise |
| 191-198 | EUC  | Team Europcar               |
| 201-208 | TNE  | NetApp-Endura               |
| 211-218 | COF  | Cofidis                     |
| 221-228 | MTN  | MTN Qhubeka                 |
| 231-238 | WGG  | Wanty-Groupe Gobert         |
| 241-248 | COL  | Colombia                    |

## Recorregut
El recorregut comptarà amb deu cotes puntuables, una menys que en l'edició anterior, tot i que es recupera l'ascensió a La Roche-Aux-Faucons, cota que suprimida el 2013.
| Núm. | Nom                          | Km    | Llargada | Pendent |
| ---- | ---------------------------- | ----- | -------- | ------- |
| 1    | Cota de La Roche-en-Ardenne  | 70    | 2,8      | 6,2     |
| 2    | Cota de Saint-Roch           | 123   | 1,0      | 11      |
| 3    | Cota de Wanne                | 167   | 2,8      | 7,2     |
| 4    | Cota de Stockeu              | 173,5 | 1,0      | 12,2    |
| 5    | Cota de Haute-Levée          | 179   | 3,6      | 5,6     |
| 6    | Cota de Vecquée              | 201   | 3,1      | 6,4     |
| 7    | Cota de La Redoute           | 218,5 | 2,0      | 8,9     |
| 8    | Cota de Forges               | 231,5 | 1,9      | 5,9     |
| 9    | Cota de La Roche-aux-Faucons | 243,5 | 1,5      | 9,3     |
| 10   | Cota de Saint-Nicolas        | 257,5 | 1,2      | 8,6     |

## Desenvolupament de la cursa
La cursa començà amb l'absència de dos dels favorits, Chris Froome (Team Sky), afectat per una infecció pulmonar i Carlos Betancur (AG2R La Mondiale), víctima d'un procés febril. Després d'uns quilòmetres inicials de tempteig, en el quilòmetre 12 es formà una escapada integrada per Pirmin Lang (IAM Cycling), Michel Koch (Cannondale), Jacobus Venter (MTN Qhubeka), Matteo Bono (Lampre-Merida), Pieter Jacobs (Topsport Vlaanderen-Baloise) i Marco Minnaard (Wanty-Groupe Gobert). Ràpidament augmentaren les diferències fins a tenir 15' 50" en passar per la cota de La Roche-en-Ardenne (70 km). L'esprint especial de l'edició número 100, instal·lat al quilòmetre 100, al pas per Bastogne, va ser guanyat per Michel Koch, en un moment en què el BMC Racing Team, Movistar Team, Omega Pharma-Quick Step i Lotto-Belisol van incrementar una mica el ritme del gran grup. Al pas per la cota de Wanne (km 167) la diferència disminueix fins als 7' 30". En iniciar la Cota de La Redoute queden sols al capdavant Bono i Venter, però amb una diferència mínima sobre els favorits. Bono és el darrer dels escapats en ser neutralitzat en començar l'ascens a la cota de La Roche-aux-Faucons. En aquesta cota Julián Arredondo i Domenico Pozzovivo llencen un dur atac que no serà reduït fins a manca de 12 km. Pozzovivo ho torna a intentar en la darrera cota de la cursa, la de Saint-Nicolas, aquesta vegada acompanyat per Giampaolo Caruso (Team Katusha). Per darrere Philippe Gilbert (BMC Racing Team) i Alejandro Valverde (Movistar Team) augmenten el ritme i agafen a Caruso en el darrer revolt, on Daniel Martin (Garmin-Sharp), que havia entrar en primera posició cau. En un llarg esprint amb una vintena de ciclistes Simon Gerrans (Orica-GreenEDGE) és el més ràpid, seguit per Valverde i Michał Kwiatkowski (Omega Pharma-Quick Step).

## Classificació final
|    | Ciclista                 | Equip                   | Temps      | UCI World Tour Punts |
| -- | ------------------------ | ----------------------- | ---------- | -------------------- |
| 1  | Simon Gerrans (AUS)      | Orica-GreenEDGE         | 6h 37' 43" | 100                  |
| 2  | Alejandro Valverde (ESP) | Movistar Team           | m. t.      | 80                   |
| 3  | Michał Kwiatkowski (POL) | Omega Pharma-Quick Step | m. t.      | 70                   |
| 4  | Giampaolo Caruso (ITA)   | Team Katusha            | m. t.      | 60                   |
| 5  | Domenico Pozzovivo (ITA) | AG2R La Mondiale        | + 3"       | 50                   |
| 6  | Tom-Jelte Slagter (NED)  | Garmin-Sharp            | + 3"       | 40                   |
| 7  | Roman Kreuziger (CZE)    | Team Tinkoff-Saxo       | + 3"       | 30                   |
| 8  | Philippe Gilbert (BEL)   | BMC Racing Team         | + 3"       | 20                   |
| 9  | Daniel Moreno (ESP)      | Team Katusha            | + 5"       | 10                   |
| 10 | Romain Bardet (FRA)      | AG2R La Mondiale        | + 6"       | 4                    |